# Hans-Joachim Schwager
Hans-Joachim Schwager (* 3. Februar 1929 in Bunzlau, Schlesien; † 26. März 2004 in Bielefeld) war ein deutscher Theologe und Pädagoge sowie Professor für Pädagogik an der Universität Bielefeld.

## Leben
Schwager studierte Theologie an den Universitäten Erlangen, Heidelberg und Münster. 1959 wurde er promoviert. Von 1959 bis 1966 war er Lehrer und Erzieher an der Paul-Gerhardt-Schule Dassel. In den Jahren 1966 bis 1973 leitete er die Kollegschule Hermannsburg und lehrte Kirchengeschichte an der Theologischen Akademie Celle. An den Von Bodelschwinghsche Stiftungen Bethel war er Vorstand Pädagogik bis 1994. Schließlich leitete er noch bis 2002 das Informationszentrum Epilepsie in Bielefeld. In Bielefeld war er 1993 auch Professor für Pädagogik. 2004 erschien das Buch Die Sonderschule als Armenschule, dessen Koautor er war. Zuvor war er bereits Koautor von Hilfesysteme bei gesundheitlichen Belastungen von Schülern und Einführung in die sonderpädagogische Schultheorie.

## Ehrungen
Schwager wurde am 19. Mai 1994 mit dem Verdienstorden des Landes Nordrhein-Westfalen ausgezeichnet. Die v. Bodelschwinghschen Stiftungen Bethel stifteten zur Würdignug seines Einsatzes für die Medizinethik den Hans-Joachim-Schwager-Preis.